# Kogaku-ji
Le Kogaku-ji (向嶽寺) est un temple bouddhiste zen relevant de l'école Rinzai. Fondé en 1380 par le moine Bassui Tokushō (抜隊得勝, 1327-1387), c'est le temple principal de la branche Rinzai Kogaku-ji.